# Saint-Georges-des-Groseillers
 Saint-Georges-des-Groseillers  es una población y comuna francesa, situada en la región de Baja Normandía, departamento de Orne, en el distrito de Argentan y cantón de Flers-Nord.

## Demografía
| 2598 | 2691 | 2941 | 3405 | 3361 | 3259 | 3425 | 3399 | 3278 |
| Para los censos de 1962 a 1999 la población legal corresponde a la población sin duplicidades (Fuente: INSEE [Consultar]) |      |      |      |      |      |      |      |      |